# 夢華録
『夢華録』（むかろく、原題：夢華録、英語: A Dream of Splendor）は、関漢卿による元雑劇『趙盼児風月救風塵』を原作として、2021年に企鵝影視・金色伝媒・遠曦影視が制作、2022年に放映した中国のテレビドラマ。全40話。主演はリウ・イーフェイ、チェン・シャオ、リウ・イエン、リン・ユン。
日本では2023年にWOWOWで放送。

## 登場人物

### 主要人物
趙盼児
演 - リウ・イーフェイ

顧千帆
演 - チェン・シャオ

孫三娘
演 - リウ・イエン

宋引章
演 - リン・ユン

欧陽旭
演 - シュー・ハイチャオ

沈如琢
演 - クリス・スン

### その他
池蟠
演 - ダイ・シュー

蕭欽言
演 - ワン・ルオヨン

陳廉
演 - グワン・ユンポン
市舶司の官吏
杜長風
演 - ジャン・シアオチエン

葛招娣
演 - リー・ムーチェン

葛謂
演 - リー・ションジア

高彗
演 - ジア・ゾー

周舎
演 - ジャン・シアン

張好好
演 - ジア・ナイ

皇帝
演 - 保剣鋒

斉牧
演 - 姚安濂

雷敬
演 - 杜玉明
皇城司使
柯政
演 - 盧勇

袁屯田
演 - 劉亜津

## 挿入歌
| #  | タイトル                     | 作詞                 | 作曲         | 歌手   |
| -- | ---------------------------- | -------------------- | ------------ | ------ |
| 1. | 「夢華」(オープニング曲)     | 代岳東、閆立厳       | 代岳東       | 劉宇寧 |
| 2. | 「不惜時光」(エンディング曲) | 江珂、代岳東、閆立厳 | 逄博         | 張靚穎 |
| 3. | 「今夕是何年」(挿入歌)       | 代岳東、岑思源       | 代岳東       | 楊芸晴 |
| 4. | 「紅杏枝頭春意鬧」(挿入歌)   | 張魏                 | 呂亮、代岳東 | 銀臨   |
| 5. | 「念念」(挿入歌)             | 代岳東、閆立厳       | 代岳東       | 魏奇奇 |